# Vale Verde (Timóteo)
Vale Verde é um bairro do município brasileiro de Timóteo, no interior do estado de Minas Gerais. Localiza-se no distrito-sede, estando situado na Regional Sudoeste. Segundo o censo demográfico de 2022, realizado pelo Instituto Brasileiro de Geografia e Estatística (IBGE), sua população era de 938 habitantes e havia 318 domicílios particulares permanentes ocupados.
De acordo com o IBGE, em 2010 a população era de 1 016 habitantes e havia 310 domicílios particulares.

## História e descrição
O bairro se originou da expansão da antiga vila operária da Acesita (atual Aperam South America), construída para atender aos trabalhadores da empresa, instalada em Timóteo na década de 1940. A construção do Vale Verde foi realizada em 1982, em uma parceria entre a companhia e o Banco Nacional da Habitação (BNH). Foi um dos últimos bairros planejados pela siderúrgica.
Em 1983, foi iniciado o projeto da antiga Escola Estadual Percival Farquhar, concebido pelo arquiteto Éolo Maia a pedido da prefeitura. O prédio não chegou a ser finalizado conforme o projeto, sem que fossem construídos, por exemplo, laboratórios, auditórios e biblioteca que eram previstos. Entretanto, tornou-se um ponto de referência para o bairro e para a cidade, destacando-se na paisagem local com suas estruturas autoportantes de tijolos maciços. A instituição de ensino funcionou no local por poucos anos até se mudar.
Posteriormente, o prédio escolar foi ampliado para receber o campus do CEFET-MG, sob novo projeto de Éolo Maia em 1999. Permaneceu com essa função até a transferência da instituição federal para uma sede própria no Centro-Norte, inaugurada em 2015. Depois disso, a construção foi devolvida à prefeitura, sendo aproveitada para sediar a Escola Municipal Ana Moura em 2016.